# (3488) Brahic
(3488) Brahic es un asteroide perteneciente al cinturón de asteroides, descubierto el 8 de agosto de 1980 por Edward Bowell desde la Estación Anderson Mesa (condado de Coconino, cerca de Flagstaff, Arizona, Estados Unidos).

## Designación y nombre
Designado provisionalmente como 1980 PM. Fue nombrado Brahic en honor al astrónomo y astrofísico francés André Brahic.